# Messepalast Wien
Als Messepalast wurde der Gebäudekomplex der Wiener Hofstallungen von 1921 bis in die 1970er Jahre genutzt und benannt. Nach der Konzentration der Wiener Messe auf den Standort im Prater und langjährigen Diskussionen über die Folgenutzung befindet sich heute an dieser Stelle das MuseumsQuartier.

## Geschichte

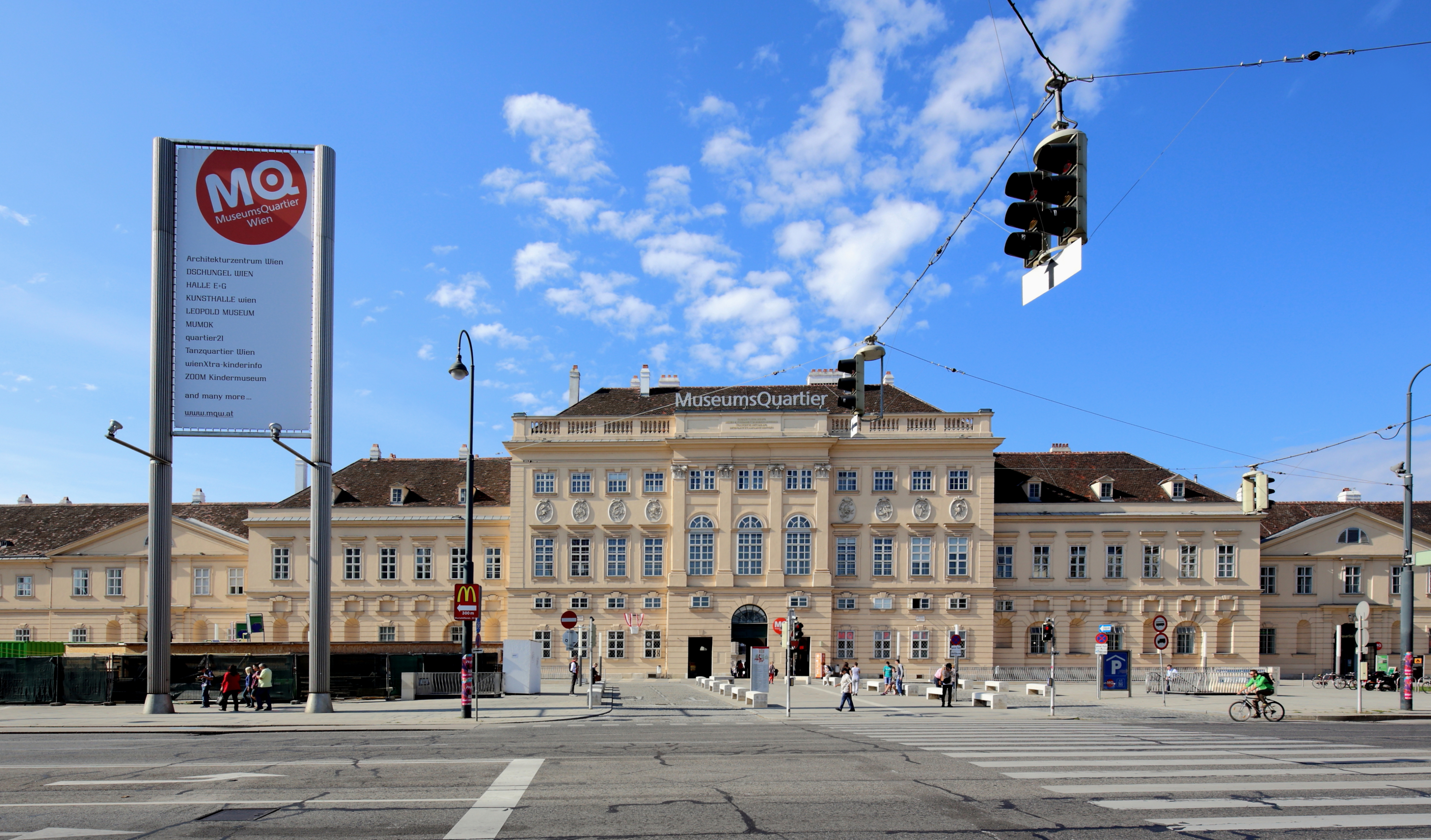
Seit 2001 wird der Gebäudekomplex als Museumsquartier genutzt

Durch den Untergang der Donaumonarchie und die technische Entwicklung (Motorisierung) wurde die Funktion des im Wesentlichen von Johann Bernhard Fischer von Erlach und seinem Sohn Joseph Emanuel errichteten weitläufigen Gebäudekomplexes der kaiserlichen Stall- und Wagenburg obsolet. Er wurde ab 1921 durch die Wiener Messe AG genutzt. Größere Umbauten fanden vor allem nach teilweisen Kriegszerstörungen im Zweiten Weltkrieg statt, so wurde nach 1945 der große Hof verkleinert und hinter angepassten scheinbarocken Fassaden die Hallenfläche erheblich erweitert.
Im zentral gelegenen, verkehrsmäßig gut erreichbaren Messepalast fanden neben den regulären Messeveranstaltungen auch populäre Sonderausstellungen statt, beispielsweise die Ausstellung „Wien und die Wiener“ (1927), die Franz-Schubert-Zentenarausstellung 1928, eine Schau: „250 Jahre Wiener Kaffeehaus“ (1933), eine Jubiläums-Kochkunst-Ausstellung (1935), die Hygiene-Ausstellung von 1937 und politische Propagandaausstellungen der NS-Zeit, etwa die der Durchhaltepropaganda dienende „Großausstellung 1918“ im Februar 1944. Diese Verwendung des Gebäudekomplexes setzte sich auch nach 1945 fort. So war etwa für den Herbst 1945 eine Musterausstellung, eine Leistungsschau für das Ausland, im Messepalast geplant. Weiters zu nennen sind etwa 1947 eine vom Britischen Informationsdienst veranstaltete Schau über London oder, 1950, die Ausstellung: „Die Frau und ihre Wohnung“. Während der Besatzungszeit wurde im Messepalast von der amerikanischen Besatzungsmacht (United States Forces in Austria) die USFA-Basketballhalle errichtet, was dem Basketballsport in Österreich großen Auftrieb gab. Die Tradition der Sonderausstellungen wurde bis in die 1980er Jahre fortgeführt, unter anderem mit der Wiener Internationalen Postwertzeichen-Ausstellung 1965, der Ausstellung „Erschließung des Kosmos durch die UdSSR“ 1968 (bei der das erste sowjetische Weltraumschiff Wostok gezeigt wurde) und diversen Antiquitätenmessen und Ausstellungen im Rahmen der Wiener Festwochen (1985–1997), beispielsweise „de Sculptura“ (1986), „Wunderblock“ (1989) oder „Von der Natur in der Kunst“ (1990).
Ab dem Ende der 1970er Jahre gab es Diskussionen über die Umnutzung des damals allgemein als Messepalast bekannten Gebäudekomplexes, etwa für Zwecke der Bundesmuseen oder als Konferenzzentrum. Im Endeffekt kam es erst 1995 zur endgültigen Absiedlung der Wiener Messe AG und um die Jahrtausendwende zur Errichtung des heutigen Museumsquartiers.